# Rental Girlfriend
Rental Girlfriend (jap. 彼女、お借りします, Kanojo, Okarishimasu) ist eine Mangaserie von Reiji Miyajima, die seit 2017 in Japan erscheint. Die romantische Komödie wurde in mehrere Sprachen übersetzt und wurde im Sommer 2020 als Anime-Fernsehserie adaptiert.

## Inhalt
Nachdem der Student Kazuya Kinoshita von seiner Freundin für einen anderen verlassen wurde, weiß er sich in seiner Einsamkeit nicht anders zu helfen, als über eine Online-Plattform eine Freundin zu mieten. Doch noch ehe das Treffen stattfindet, macht er sich Vorwürfe, dass es falsch ist sich eine Freundin zu mieten. Das Date aber verläuft dann großartig, Chizuru Mizuhara ist nett, eine Schönheit und gut gekleidet. Als Kazuya später jedoch die Bewertungen ihrer anderen Kunden sieht, die ebenfalls eine tolle Zeit mit Chizuru hatten, fühlt er sich betrogen. Zunächst will er sie gar nicht wieder mieten. Als er es dann doch tut, macht er ihr schließlich Vorwürfe über ihren Job. Chizuru ist sauer, weil Kazuya ihrer Reputation schadet. Dann wird der Student zu seiner Großmutter gerufen, die im Krankenhaus ist. Chizuru begleitet ihn ins Krankenhaus und wird der überraschten Familie prompt als neue Freundin vorgestellt. Da er sie aber nicht ewig mieten kann, muss Kazuya ihnen bald auch von einer Trennung berichten. Kurz darauf stellt er fest, dass Chizuru auf die gleiche Universität geht wie er, dort aber ein ganz anderes, unauffälliges Leben führt.

## Veröffentlichung
Die Serie erscheint seit Juli 2017 im Shōnen Magazine beim Verlag Kodansha. Dieser brachte die Kapitel auch gesammelt in bisher 41 Bänden heraus (Stand Juli 2025). Diese verkauften sich teilweise über 30.000 Mal in der ersten Woche nach Veröffentlichung.
Eine deutsche Fassung wird seit Februar 2020 in bisher 32 Bänden von Carlsen Manga herausgegeben (Stand August 2025). Kodansha selbst bringt die Serie auf Englisch heraus.

## Anime-Fernsehserie
Eine 12-teilige Anime-Serie wurde von TMS Entertainment unter Regie von Kazuomi Koga produziert. Hauptautor war Mitsutaka Hirota und die künstlerische Leitung lag bei Minoru Akiba. Das Charakterdesign entwarf Kanna Hirayama, die Leitung der Animationsarbeiten lag bei Kanna Hirayama, die Tonarbeiten leitete Hajime Takakuwa und für die Kameraführung war Shintaro Sakai verantwortlich. Die Ausstrahlung fand vom 10. Juli bis zum 25. September in Japan statt. In Deutschland sowie in vielen anderen Ländern lief die Serie zeitgleich unter dem Titel Rent-a-Girlfriend als OmU-Fassung bei Crunchyroll.
Zwischen dem 1. Juli und dem 16. September 2022 wurde in Japan eine zweite Staffel ausgestrahlt, die vom gleichen Team produziert wurde. Auch diese Folgen wurden parallel von Crunchyroll international mit Untertiteln veröffentlicht. 
Mit der Ausstrahlung der zwölften und letzten Folge der zweiten Staffel wurde die Produktion einer dritten Staffel offiziell angekündigt. Die dritte Staffel lief vom 8. Juli bis 30. September 2023 im japanischen Fernsehen und umfasste erneut zwölf Episoden.
Am 12. Juli 2024 wurde eine vierte Staffel angekündigt, die ab Juli 2025 aufgeteilt in zwei Cours starten soll.

### Synchronisation
| Rolle            | japanischer Sprecher (Seiyū) | deutscher Sprecher                                   |
| ---------------- | ---------------------------- | ---------------------------------------------------- |
| Chizuru Mizuhara | Sora Amamiya                 | Luisa Wietzorek                                      |
| Kazuya Kinoshita | Shun Horie                   | Lasse Dreyer                                         |
| Mami Nanami      | Aoi Yūki                     | Leandra Fili (1. Stimme) Jamie Lee Blank (2. Stimme) |
| Nagomi Kinoshita | Yukari Nozawa                | Heike Schroetter                                     |
| Yoshiaki Kibe    | Masayuki Akasaka             | Roman Wolko                                          |
| Shun Kuribayashi | Gakuto Kajiwara              | Benno Lehmann                                        |
| Ruka Sarashina   | Nao Touyama                  | Özge Kayalar                                         |
| Sumi Sakrasawa   | Rie Takahashi                | Amelie Plaas-Link                                    |

### Musik
Die Musik der Serie komponierten Hyadain, Tomoyuki Otake und Yūsuke Itagaki. Der Vorspann ist unterlegt mit dem Lied Centimeter von The Peggies. Für den Abspann verwendete man das Lied Kokuhaku Bungee Jump von Halca, nur in der siebten Folge wurde der Abspann mit First Drop unterlegt, ebenfalls von Halca. Innerhalb der zwölften Folge wird außerdem das Lied Kimi wo Tooshite von Sora Amamiya eingespielt.
In der zweiten Staffel ist das Opening Himitsu Koi-Gokoro (ヒミツ恋ゴコロ) von CHiCO mit HoneyWorks und das Ending Ienai (言えない) von MIMiNARI featuring asmi. In der dritten Staffel ist das Opening Renai Miri Film (恋愛ミリフィルム) von Halca und das Ending End Roll (エンドロール) von Amber's.